# Jérôme Commandeur
Jérôme Commandeur es el nombre de un actor y director francés nacido el 12 de abril de 1976.

## Biografía
De origen italiano por su madre (de Sicilia) y Valle del Oise por su padre, Jérôme nació el 12 de abril de 1976 en Argenteuil. Él tiene solamente una hermana de cinco años más joven que el. Estudio en un bachillerato científico obtenido en el Lycée International de Saint Germain. Luego, comenzó maestría en artes , pero abandonó sus estudios para dedicarse a su pasión por el espectáculo.

## Filmografía
como actor
- 2007 : L'invité de Laurent Bouhnik
- 2008 : Bienvenue chez les Ch'tis de Dany Boon
- 2010 : Rien à déclarer de Dany Boon
- 2010 : Au bistro du coin de Charles Nemes
- 2011 : Les Tuche de Olivier Baroux
- 2011 : Hollywoo de Frédéric Berthe
- 2011 : De l'huile sur le feu de Nicolas Benamou y Michaël Youn
- 2013 : La Stratégie de la poussette de Clément Michel
- 2013 : Turf de Fabien Onteniente
- 2013 : Vive la France de Michaël Youn
- 2014 : Supercondriaque de Dany Boon
- 2014 : Barbecue de Éric Lavaine
- 2015 : Babysitting 2 de Philippe Lacheau y Nicolas Benamou
- 2016 : Retour chez ma mère de Éric Lavaine
- 2016 : À fond de Nicolas Benamou
- 2016 : Ma famille t'adore déjà !
- 2017 : Les Nouvelles Aventures de Cendrillon de Lionel Steketee
- 2018 : gaston lagaffe de PEF : M. de Mesmaeker

## Televisión
- 2017 : Conducirá la entrega de los Premios Cesar de 2017